# Bertrand Goldschmidt
Bertrand Goldschmidt (* 2. November 1912 in Paris; † 11. Juni 2002 ebenda) war ein französischer Chemiker.

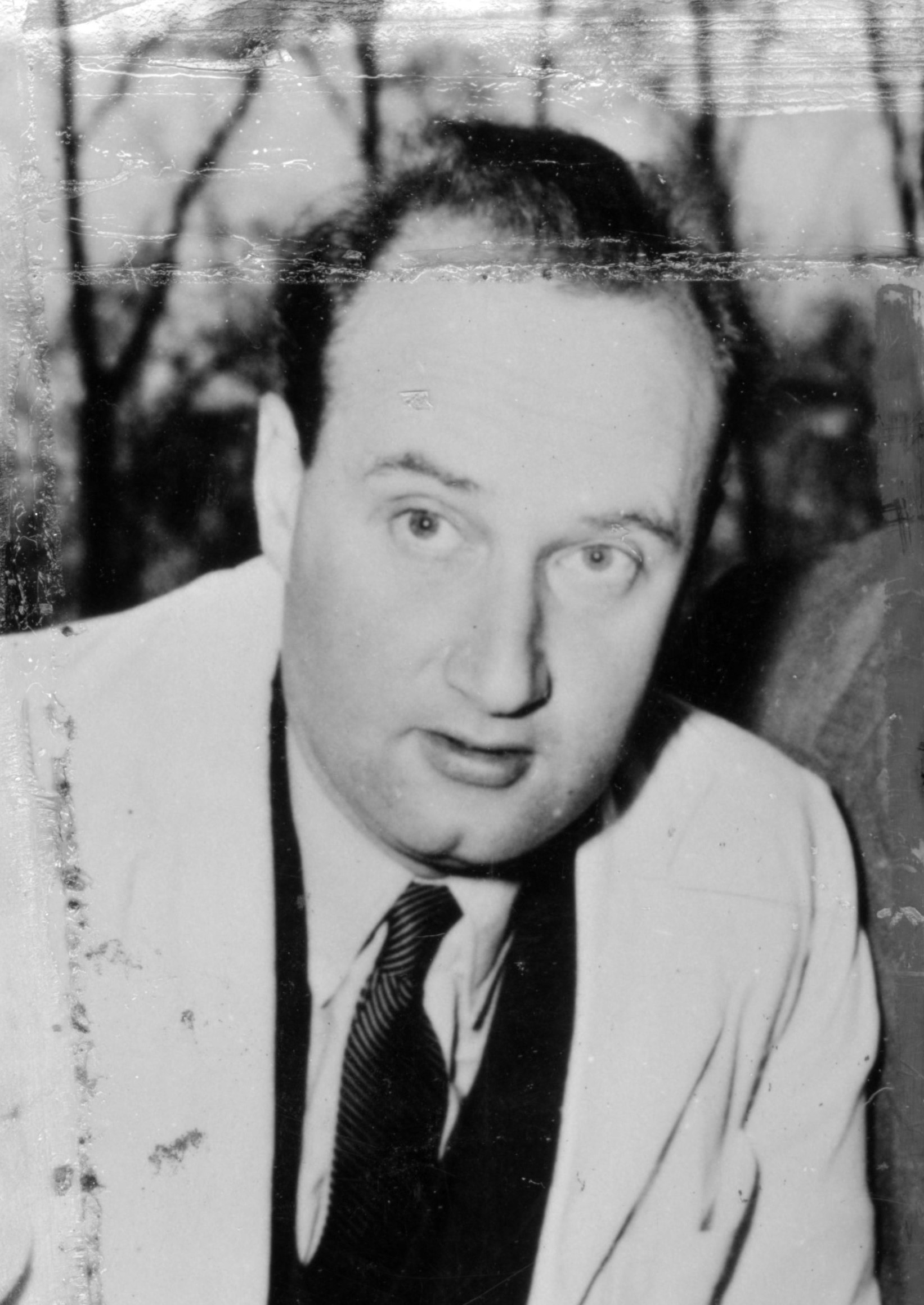
Bertrand Goldschmidt

## Leben
Goldschmidt studierte in Paris an der Ecole de Physique et de Chimie, seine wissenschaftliche Karriere begann er 1933 am Institut du Radium als persönlicher Assistent von Marie Curie, wo er promovierte und bis 1940 arbeitete.
Während des Zweiten Weltkriegs war er als Angehöriger der freien Franzosen und Mitglied des britischen Teams am Manhattan-Projekt beteiligt, er arbeitete als Besucher im Sommer 1942 in der Gruppe von Glenn T. Seaborg im Metallurgical Laboratory der University of Chicago an der Gewinnung von Plutonium aus Uran. In dessen Folge leitete er von Beginn an den chemischen Bereich eines anglo-kanadischen Projektes, zunächst in Montreal, dann in den Chalk River Laboratories. Im Verlauf der Arbeiten konnte er zusammen mit Thomas J. Hardwick und Leslie G. Cook das kanadische Patent CA 586958 zur Trennung von Plutonium und anderen Spaltprodukten aus Uran anmelden, das am 10. November 1959 erteilt wurde. 1946 kehrte er nach Frankreich zurück.
1946 gehörte er zu den Mitbegründern der französischen Atomaufsichtsbehörde Commissariat à l'énergie atomique (CEA), dort leitete er bis 1959 die Abteilung für Chemie. Er hat mehrere Werke über die Entwicklungsgeschichte der französischen Kernenergie veröffentlicht, siehe die Bibliographie. Von 1955 bis 1958 war er Vizepräsident von Euratom. 1956 leitete er die französische Delegation bei der Gründungskonferenz der Internationalen Atomenergieorganisation (IAEO), zusammen mit dem Schweizer Vertreter August R. Lindt formulierte er die letztlich akzeptierte Version des sich mit Sicherheitsmaßnahmen befassenden Artikels XII der IAEO-Charta. Von 1957 bis 1980 vertrat er Frankreich als einer der fünf permanenten Vertreter im Gouverneursrat der IAEO, 1980 war er dessen Vorsitzender. Darüber hinaus gehörte er auch dem wissenschaftlichen Beirat (Scientific Advisory Committee, SAC) der IAEO und von 1957 bis 1970 dem wissenschaftlichen Beirat (United Nations Scientific Advisory Committee) des UN-Generalsekretärs an.
Goldschmidt befasste sich im Wesentlichen mit Kernchemie, der Technik zur Abtrennung von Plutonium (vgl. PUREX) sowie der Geschichte der Kernenergie.

## Auszeichnungen
Am 14. November 1967 wurde er zusammen mit Wilfrid Bennett Lewis und Isidor Isaac Rabi mit dem Atoms for Peace Award ausgezeichnet.
1973 erhielt er das Große Goldene Ehrenzeichen für Verdienste um die Republik Österreich.

## Bibliographie
- Conclusion sur bikini, Atomes N°9, Dezember 1946
- La purification de l’uranium, Atomes N°15, Februar 1949
- Le cycle de l’uranium, Atomes N°85, avril 1953 (Spécial Le centre atomique de Saclay)
- Bertrand Goldschmidt: L’Aventure Atomique (= Les Grandes Études Contemporaines). Librairie Arthème Fayard, 1962 (französisch).

- Bertrand Goldschmidt: Les Rivalités Atomique 1939-1966 (= Les Grandes Études Contemporaines). Librairie Arthème Fayard, 1967 (französisch).

- Bertrand Goldschmidt: Les Complexe Atomique. Librairie Arthème Fayard, 1980, ISBN 2-213-00773-X (französisch).
- Bertrand Goldschmidt: The Atomic Complex: A Worldwide Political History of Nuclear Energy. American Nuclear Society, La Grange Park, IL 1982, ISBN 978-0-89448-551-0 (englisch, archive.org).
- Bertrand Goldschmidt: Les premiers milligrammes de plutonium. In: Revue Générale Nucléaire. Nr. 2, März 1996, S. 28–30, doi:10.1051/rgn/19962028 (französisch).

- Bertrand Goldschmidt: Pionniers De l’Atome (= Les Grandes Études Contemporaines). Éditions Stock, 1987, ISBN 978-2-234-02070-2 (französisch).